# Hersilia incompta
Hersilia incompta är en spindelart som beskrevs av Benoit 1971. Hersilia incompta ingår i släktet Hersilia och familjen Hersiliidae.
Artens utbredningsområde är Elfenbenskusten. Inga underarter finns listade i Catalogue of Life.